# جائزة الروح المستقلة لأفضل ممثل مساعد
جائزة الروح المستقلة لأفضل ممثل مساعد هي إحدى الجوائز المقدمة من قبل جوائز الروح المستقلة. ألان آركين وكريستوفر بلامر وجاريد ليتو وجي كي سيمونز هم فقط من فاز بجائزة الروح المستقلة وجائزة الأوسكار لأفضل ممثل مساعد في نفس السنة.

## الفائزون
الفائزون بالجائزة:  
- جاريد ليتو (سنة 2014) (عن عمل نادي دالاس للمشترين)
- ماثيو ماكونهي (سنة 2013) (عن عمل ماجك مايك)
- كريستوفر بلامر (سنة 2012) (عن عمل المبتدئون)
- جون هوكس (سنة 2011) (عن عمل شتاء بارد)
- وودي هارلسون (سنة 2010) (عن عمل المبعوث)
- جيمس فرانكو (سنة 2009) (عن عمل ميلك)
- شيواتال إيجيوفور (سنة 2008) (عن عمل تحدث معي)
- ألان آركين (سنة 2007) (عن عمل ليتل ميس سانشاين)
- مات ديلون (سنة 2006) (عن عمل تصادم)
- توماس هادن تشورتش (سنة 2005) (عن عمل الطرق الجانبية)
- دجيمون هونسو (سنة 2004) (عن عمل In America)
- دينيس كويد (سنة 2003) (عن عمل بعيدا عن الجنة)
- ستيف بوشيمي (سنة 2002) (عن عمل عالم أشباح)
- ويليم دافو (سنة 2001) (عن عمل شبح مصاص الدماء)
- ستيف زان (سنة 2000) (عن عمل Happy, Texas)
- بيل موري (سنة 1999) (عن عمل رشمور)
- جايسون لي (سنة 1998) (عن عمل مطاردة إيمي)
- شاز بالمينتري (سنة 1995) (عن عمل رصاص في برودواي)
- كريستوفر لويد (سنة 1994) (عن عمل Twenty Bucks)
- ديفيد ستراثيرن (سنة 1992) (عن عمل City of Hope)
- بروس ديفيسون (سنة 1991) (عن عمل Longtime Companion)
- ماكس بيرلاسح (سنة 1990) (عن عمل Drugstore Cowboy)
- لو دايموند فيليبس (سنة 1989) (عن عمل Stand and Deliver)
- مورغان فريمان (سنة 1988) (عن عمل Street Smart)